# Hans Bernhardt
Hans Bernhardt (ur. 28 stycznia 1906 w Lipsku, zm. 29 listopada 1940 w Amsterdamie) – niemiecki kolarz torowy, brązowy medalista olimpijski.

## Kariera
Największy sukces w karierze Hans Bernhardt osiągnął w 1928 roku, kiedy wspólnie z Karlem Kötherem zdobył brązowy medal w wyścigu tandemów podczas igrzysk olimpijskich w Amsterdamie. W zawodach tych Niemcy ulegli jedynie zespołowi Holandii (Bernard Leene i Daan van Dijk) oraz Wielkiej Brytanii (Jack Sibbit i Ernest Chambers). Na tych samych igrzyskach Bernhardt zajął czwarte miejsce w sprincie indywidualnym, przegrywając walkę o brązowy medal z Duńczykiem Willym Falckiem Hansenem. Ponadto dwukrotnie zdobywał medale torowych mistrzostw kraju, w tym złoty w sprincie amatorów w 1928 roku. Nigdy nie zdobył medalu na torowych mistrzostwach świata.
Hans Bernhardt zginął w trakcie II wojny światowej w okolicach Amsterdamu.